# Павлович, Миленко
Миленко Па́влович (серб. Миленко Павловић; 5 октября 1959 года — 4 мая 1999 года) — полковник ВВС Югославии. Участник войны НАТО против Югославии

## Биография
Родился 5 октября 1959 года в селе Горне-Црнилево в семье Милорада и Радмилы. Первые четыре класса закончил в родном селе, а остальные — в Осечине. Учился в летной гимназии в Мостаре, а затем в Летной военной академии в Подгорице, Пуле и Задаре. С 1982 года служил в Батайнице, дважды получал внеочередные повышения в воинском звании.

## Бомбардировки Югославии (1999)
Во время начала бомбардировок НАТО против Югославии 24 марта 1999 года Миленко находился в своем подразделении, в 204-м истребительном авиационном полку, который дислоцировался в Стара-Пазове. С начала боевых действий оказывал активное участие, вылетая на помощь находящимся в бою югославским лётчикам.
4 мая 1999 года, около 12:00, полковник Павлович поднялся в воздух на МиГ-29. Самолет лег на курс к городу Валево, пострадавшему в минувшую ночь от крупной воздушной бомбардировки. Вскоре после взлета на его самолете отказал радар и полковник Павлович оказался вовлеченным в бой будучи практически «слепым». Против югославского самолета, чьи вооружение и система навигации фактически не функционировали, были отправлены два F-16CJ. По западным данным, МиГ-29 направлялся на перехват британского самолёта АВАКС, и большая часть самолётов НАТО уже покинула этот район, но оставались ещё два F-16, которые и были наведены на цель. В результате чего в 12:35 самолёт Павловича был подбит сразу тремя вражескими ракетами (по сербской версии; по западным данным, выпущены 2 ракеты), подполковник погиб еще в воздухе, обломки самолета упали возле села Петница. Воздушная победа записана на счёт подполковника М. Гечи, командира 78-й эскадрильи.
В обломках самолёта Павловича были обнаружены фрагменты ракеты ПЗРК Стрела-2М, состоявшего на вооружении сербской армии.

## Память
- В Горне-Црнилево в знак памяти полковнику построен мемориальный комплекс.
- «Радио и телевидение Сербии» сняло документальный фильм о жизни и смерти Миленко Павловича под названием «Полет в смерти», премьера которого состоялась на 24 марта 2006 года[7].